# Teatro Roma

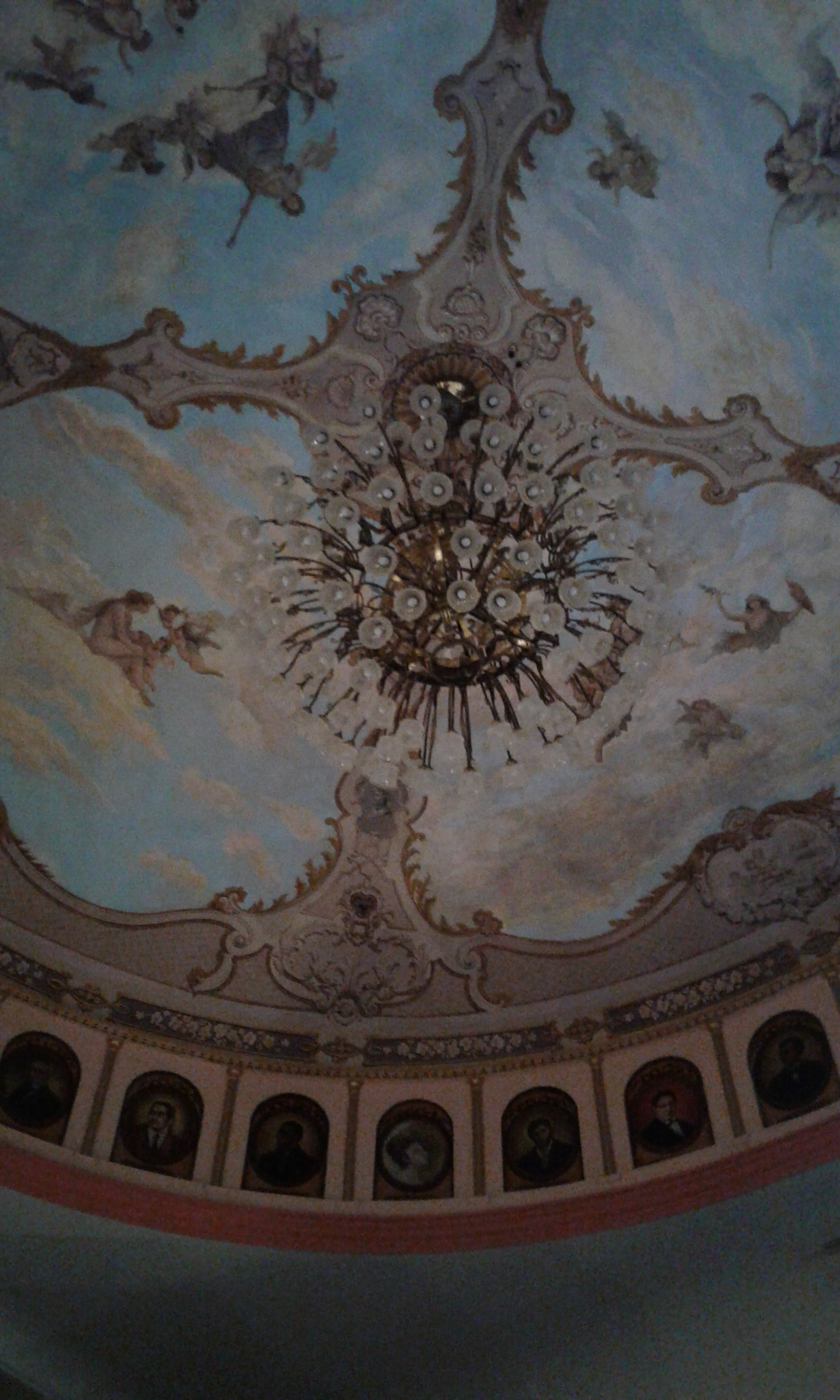
Teatro principal de la ciudad de Avellaneda, provincia de Buenos Aires. La foto fue tomada desde el punto de acústica máximo (fila 6).

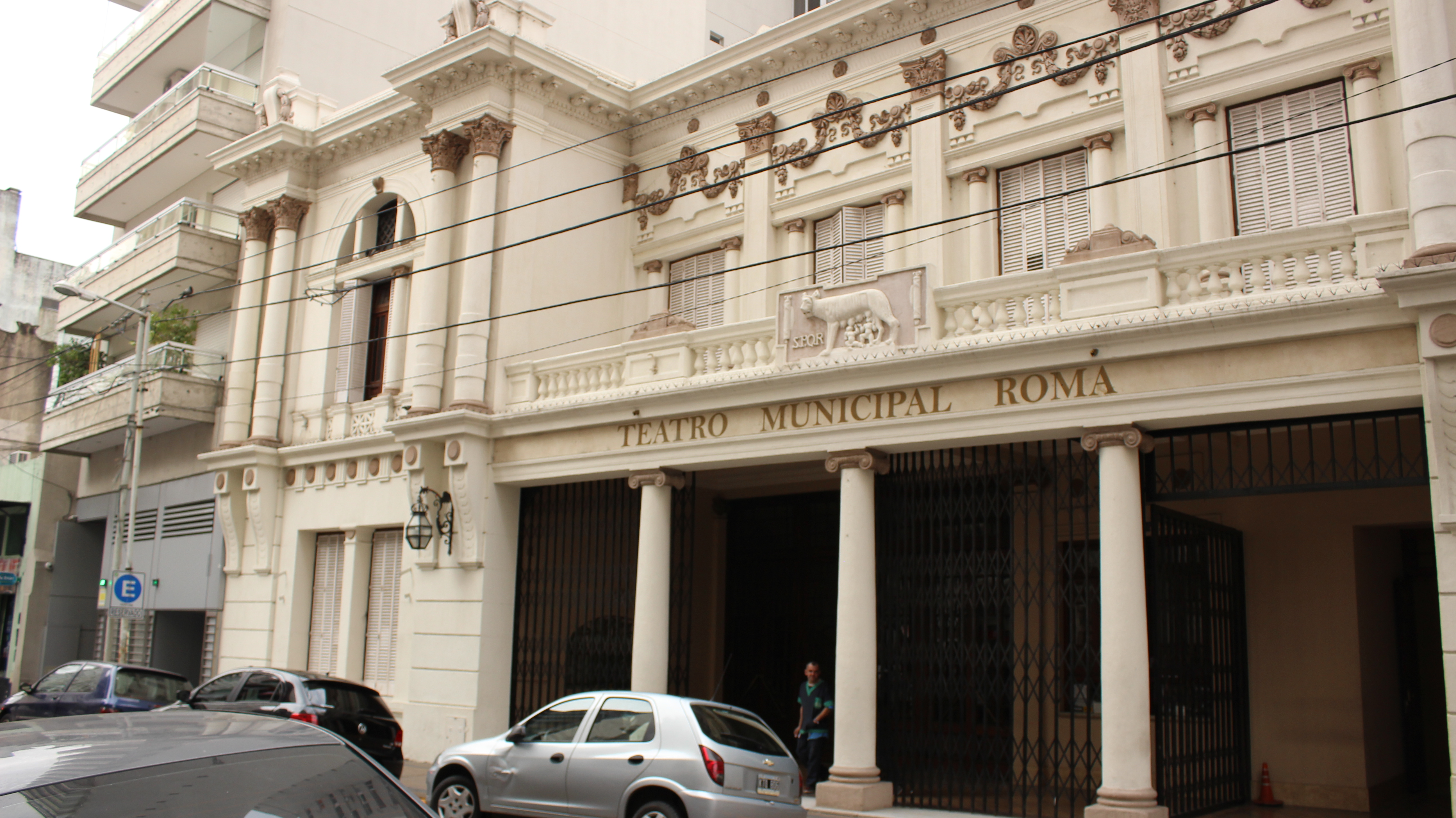
Fachada del Teatro Roma en la actualidad

El Teatro Roma es un teatro municipal de lírica universal, que se encuentra en la ciudad argentina de Avellaneda, en el Gran Buenos Aires y que se emplaza en la calle Sarmiento al 109.

## Historia
Diseñado por el arquitecto Primitivo Gamba, su construcción de raigambre italiana, inspirada en los teatros europeos del siglo de oro de la ópera, lograba una acústica perfecta -la mejor de las salas de América hasta la fecha de inauguración del antiguo Teatro Colón de Buenos Aires. Originalmente podía albergar 400 espectadores, en 1925 fue ampliada su capacidad. La cúpula fue realizada al fresco por el artista Antonio Epifani.
Fue inaugurado, luego de once meses de construcción, el 1 de octubre de 1904 por la Sociedad Italiana de Mutuo Socorro y Providencia Barracas al Sud (fundada el 11 de noviembre de 1888), comenzando a ser conocido como "Teatro del Sur".
Este teatro constituye un patrimonio histórico, cultural y arquitectónico de primer nivel en Argentina con características singulares. En su escenario cantó Carlos Gardel por última vez en Argentina Ha sido declarado Monumento Histórico Provincial y Nacional. Imponente en su fachada por el estilo de renacimiento italiano, al ingresar a la majestuosa sala se destaca la cúpula con alegorías pintadas por Antonio Epifani. En el centro de la misma la imponente araña de bronce, con tulipas de vidrio, ilumina la sala.
El edificio se construyó sobre dos terrenos contiguos a la sede de la Sociedad Italiana (que ha quedado integrada al conjunto) y debido al uso y envejecimiento debieron hacerse tareas de recuperación restauración y reacondicionamiento.
En la inauguración del teatro se puso en escena la obra Papa Lebonar protagonizada por el entonces célebre actor italiano Ermete Novelli (1851-1919), quien viajó especialmente para ese acontecimiento. También fueron realizados periódicamente, tanto en el Salón Blanco como en el Salón de los Encuentros, importantes eventos: jornadas, simposios, cursos, talleres, ciclos de cine, exposiciones, etc.
En el teatro se llevan a cabo representaciones teatrales - actuaron entre otros Alfredo Alcón, Enrique Cadicamo, María Rosa Gallo, Ulises Dumont, Lolita Torres, Ariel Ramírez, Hugo Arana, Darío Grandinetti, Pepe Soriano, China Zorrilla, Humberto Tortonese, Coco Sily y Domingo Cura -, sesiones de jazz, tango, música celta, folklore, líricas, conciertos y una destacada temporada de ballet, zarzuela y ópera.
Entre las producciones que se han presentado figuran Dido y Eneas, La Flauta Mágica, Don Giovanni, Il Trovatore, Nabucco, Lucia di Lammermoor, Il Campanello di Notte, L'elisir d'amore, La Traviata, Don Carlos, El Barbero de Sevilla, Madame Butterfly, Il Tabarro, Tosca, La Bohème, La voix humaine y La Gioconda, entre otras.
El 26 de agosto de 2015 la Municipalidad de Avellaneda lo restauró cuidadosamente, manteniendo el color de su pintura original, conservando aquel espíritu que lo posicionó siempre como uno de los mejores de la región.